# Pony Blues
Pony Blues est un morceau de blues écrit et enregistré par Charley Patton en 1929. 

## Historique
Avec l'aide de H. C. Speir, le premier enregistrement de Patton eut lieu le 14 juin 1929 et comprenait six morceaux dont Pony Blues pur Paramount Records. Le titre devint par la suite un standard dans la région du Delta et s'inscrivit dans le répertoire de nombreux musiciens dont Tommy Johnson qui en fit une adaptation titrée Bye-Bye Blues. Durant la session d'enregistrement Patton joua aussi Banty Rooster Blues, Down the Dirt Road et une version de Mississippi Bo Weavil Blues.

## Autres versions (reprises)
- Canned Heat : Living the Blues (1968)
- Son House : The Great Bluesmen at Newport (1976)
- Big Joe Williams : Classic Delta Blues (1966)
- Cassandra Wilson : Silver Pony (2010)